# Guilherme Cristóvão, Conde de Hesse-Homburgo
Guilherme Cristóvão de Hesse-Homburgo (13 de novembro de 1625 - 27 de agosto de 1681) foi o terceiro conde de Hesse-Homburgo, sucedendo ao seu irmão mais velho em 1643.

## Família
Guilherme era o terceiro filho do conde Frederico I de Hesse-Homburgo e da condessa Margarida de Leiningen-Westerburg. Os seus avós paternos eram o conde Jorge I de Hesse-Darmstadt e a condessa Madalena de Lippe. Os seus avós maternos eram o conde Cristóvão de Leiningen-Westerburg e a baronesa Ana Maria de Sonneck.

## Vida
Em 1669 Guilherme vendeu Homburgo ao seu irmão mais novo, Jorge Cristiano de Hesse-Homburgo, visto que tinha recebido uma parte de Hesse-Darmstadt (Hesse-Bingenheim) do seu sogro, o conde Jorge II de Hesse-Darmstadt. Foi sucedido pelo seu irmão Frederico II de Hesse-Homburgo.

## Casamentos e descendência
Guilherme casou-se primeiro com a condessa Sofia Leonor de Hesse-Darmstadt no dia 21 de abril de 1650 de quem teve doze filhos, incluindo:
- Frederico de Hesse-Homburgo (nascido e morto 12 de março de 1651)
- Cristina Guilhermina de Hesse-Homburgo (30 de junho de 1653 - 16 de maio de 1722), casada com o duque Frederico I de Mecklemburgo-Schwerin; com descendência.
- Leopoldo Jorge de Hesse-Homburgo (25 de outubro de 1654 - 26 de fevereiro de 1675); morreu aos vinte anos de idade; sem descendência.
- Frederico de Hesse-Homburgo (nascido e morto a 5 de Setembro de 1655).
- Guilherme de Hesse-Homburgo (13 de agosto de 1656 - 4 de setembro de 1656), morreu com menos de um mês de idade.
- Carlos Guilherme de Hesse-Homburgo (6 de maio de 1658 - 13 de dezembro de 1658), morreu aos seis meses de idade.
- Frederico de Hesse-Homburgo (nascido e morto a 20 de junho de 1659)
- Sofia Madalena de Hesse-Homburgo (24 de abril de 1660 - 22 de maio de 1720), casada com o conde Maurício Guilherme de Solms-Greifenstein; com descendência.
- Frederico Guilherme de Hesse-Homburgo (29 de novembro de 1662 - 5 de março de 1663), morreu aos quatro meses de idade.

Após a morte de Sofia, Guilherme casou-se a 2 de abril de 1665 com a duquesa Ana Isabel de Saxe-Lauenburg de quem se viria a divorciar sem descendência.